# Rolando Chilavert
Rolando Marciano Chilavert González (Luque, 1961. május 22. –) paraguayi válogatott labdarúgó-játékos, később -edző. Háromszoros paraguayi bajnok (1984, 1987, 1988). Testvére, José Luis Chilavert legendás kapus.
Tagja volt az 1986-os labdarúgó-világbajnokságon szereplő paraguayi válogatott keretnek is, de ott nem lépett pályára egy mérkőzésen sem.
2017 óta a perui Sport Huancayo edzője.